# 威尔马 (明尼苏达州)
威爾馬（英語：Willmar）是一個位於美國明尼蘇達州坎迪約希縣的都市。根據2010年美國人口普查，該地共人口19619人，而該地的面積約為41.31平方千米。同時該地也是坎迪約希縣的縣治。

## 地理
威爾馬的座標為45°07′11″N 95°02′53″W / 45.11972°N 95.04806°W，而該地的平均海拔高度為348米（即1142英尺）。